# Nicolae Bretan

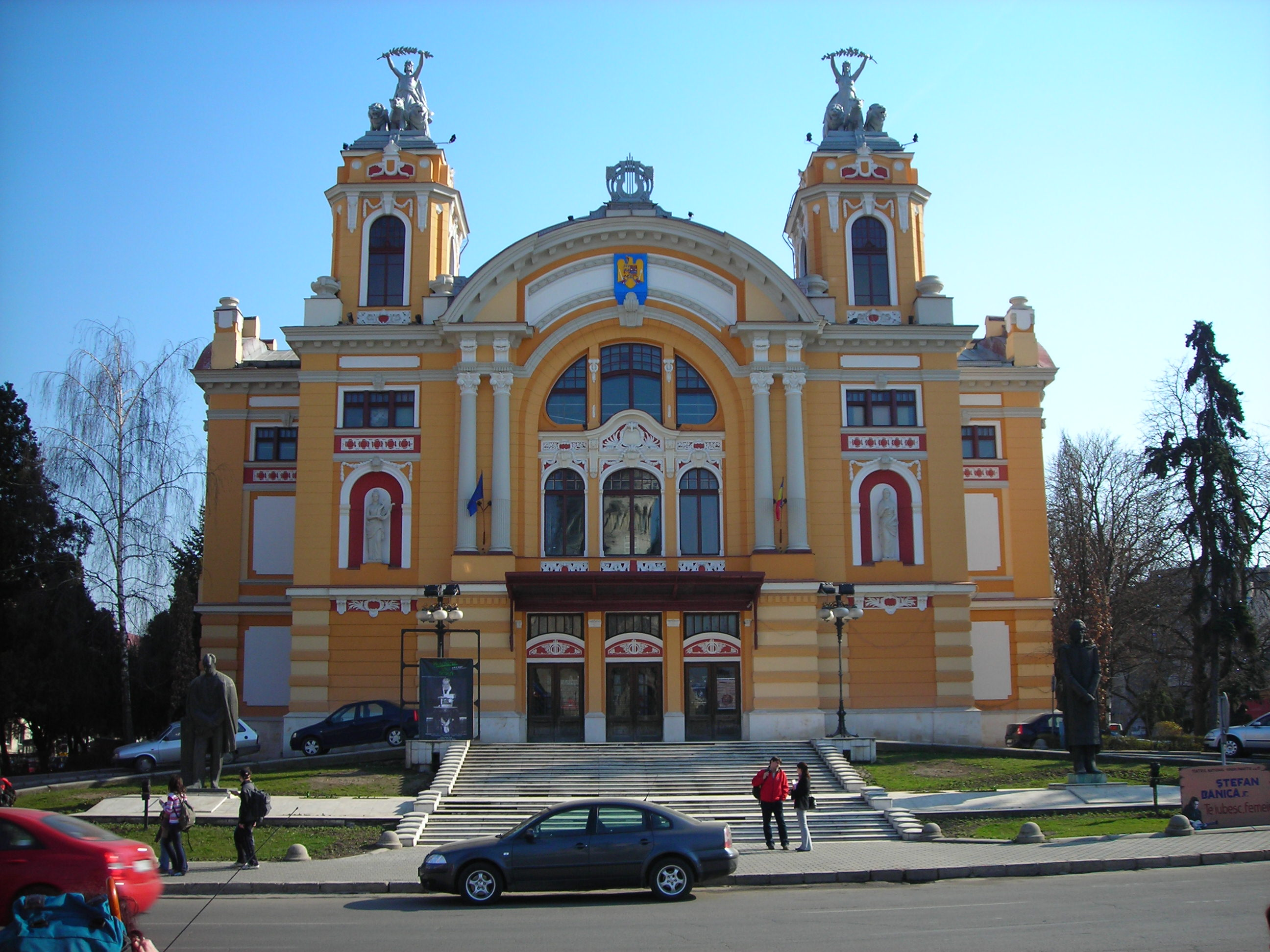
De Nationale Opera in Cluj, waar Bretans opera's Luceafǎrul en Horia in première gingen

Nicolae Bretan (Naszód, 25 maart 1887- 1 december 1968) was een Roemeens componist, bariton en dirigent.

## Biografie
Hij werd geboren in Transsylvanië een gebied van oudsher bevolkt door Roemenen, Hongaren en Duitsers, waarvan een deel van Joodse afkomst. Zijn ouders dreven een hotel, maar niet steeds op dezelfde plaats, waardoor hij vaak van scholen wisselde en afwisselend onderwezen werd in het Roemeens, Duits of Hongaars. Hij werd niet nationalistisch opgevoed en omdat hij alle talen vloeiend sprak en de verschillen in cultuur vanzelfsprekend vond, voelde hij zich geen Roemeen, Duitser of Hongaar, maar inwoner van Transsylvanië.  
Zijn muziekopleiding volgde hij aan de muziekacademies van Cluj, Wenen en Boedapest en slaagde cum laude in 1912.
Een wereldcarrière als operabariton leek voor hem open te staan.
Tevens zette hij gedichten van Lenau en Heine om in liederen.
Hij ondernam reizen naar München en Berlijn, maar voordat er daadwerkelijk een debuut kon plaatsvinden, werd hij gedwongen terug te keren vanwege  chronisch geldgebrek.
Afwisselend werkte hij voor de Hongaren, Duitsers of Roemenen, naargelang wie de opdrachtgever of machthebber waren, een echte carrière kon hij niet opbouwen, vanwege de verwijten partij te hebben gekozen voor een andere nationaliteit, terwijl in zijn ogen maar van één nationaliteit sprake was: de Transsylvaanse. 
Bretan trouwde in 1915 met Nora Osvat, een pianiste van Hongaars-joodse afkomst. Haar familie werd in 1944 opgepakt, gedeporteerd en uiteindelijk vergast  in Auschwitz.
In 1944 kwam voor Roemenië het einde van de Tweede Wereldoorlog, Transsylvanië behoorde definitief tot Roemenië en het normale leven kon weer opgepakt worden. Bretan werd gevraagd de nationale opera in Boekarest te gaan leiden en hij aanvaardde die post.
In 1948 werd hij voor de keus gesteld, toe te treden tot de communistische partij of zijn ontslag te aanvaarden.
Hij koos voor het laatste en werd verklaard tot "persona non grata", dat uitstoting door de componistenbond, een verbod op uitvoering van zijn werken, kortom het einde van zijn artistieke loopbaan betekende.

## Werk
Bretans muzikale nalatenschap bestaat uit honderden liederen, een vijftal opera's en een requiem.
Zijn eerste opera Luceafǎrul (De Avondster), die op 2 februari 1921 in Cluj in première ging, was de eerste zuiver Roemeense opera, gecomponeerd door een Roemeense componist. Hij is gebaseerd op traditionele Roemeense muziek en inhoudelijk op een beroemd gedicht van Mihai Eminescu. Op Luceafǎrul volgden Golem (Cluj, 23 december 1924, met een Hongaars libretto), Eroii de la Rovine, Horia (Cluj, 24 januari 1937) en Arald (Iași, 12 mei 1982). Door zijn werk als dirigent en met zijn opera's gaf hij Roemenië zijn eigen operatraditie.  
Mede op initiatief van zijn dochter Judith werd de Nicolae Bretan Muziekstichting opgericht met als doel zijn werken voor de vergetelheid te behoeden,  opnieuw ten gehore te brengen en ze te bewaren voor het nageslacht.